# 모리야마구
모리야마구(일본어: 守山区)는 일본 아이치현 나고야시를 구성하는 16개 구 중 하나이다.

## 지리
나고야시 북동부에 위치하고 산과 가까워서 자연이 풍부하다. 구의 동서를 횡단하듯이 나고야 철도 세토선이, 남북을 종단하듯이 나고야 가이드웨이 버스가 통과한다. 또 구의 서쪽으로 도카이 여객철도 주오선이 지난다.

## 인접한 자치체
- 나고야시 기타구, 히가시구, 지쿠사구, 메이토구
- 오와리아사히시
- 세토시
- 가스가이시
- 아이치군 나가쿠테정

## 역사
- 1906년 - 주변 정촌의 합병으로 동쪽 가스가이군과 모리야마정, 시다미촌이 성립하였다.
- 1954년 6월 1일 - 모리야마정이 시다미촌을 편입, 시로 승격해 모리야마시가 되었다.
- 1963년 2월 15일 - 나고야시에 편입되어 나고야시 모리야마구가 되었다.

## 교통

### 철도
- 도카이 여객철도 주오 본선
- 나고야 철도 세토선
- 나고야 가이드웨이 버스 시다미선

### 도로
- 도메이 고속도로
- 히가시메이한 자동차도
- 국도 제19호선
- 국도 제155호선
- 국도 제302호선
- 국도 제363호선